# Boxe nos Jogos Sul-Americanos de 2018
As competições de boxe nos Jogos Sul-Americanos de 2018 ocorreram entre 1º e 6 de junho em um total de 13 eventos. As competições aconteceram no Coliseo Suramericano, localizado em Cochabamba, Bolívia.

## Calendário
| O | Oitavas de final | ¼ | Quartas de final | ½ | Semifinais | F | Final |

| Prova↓/Data→                      | Sex 1 | Sáb 2 | Dom 3 | Seg 4 | Ter 5 | Qua 6 |
| --------------------------------- | ----- | ----- | ----- | ----- | ----- | ----- |
| Peso mosca-ligeiro masculino      | ¼     |       |       | ½     |       | F     |
| Peso mosca masculino              | ¼     |       |       | ½     |       | F     |
| Peso galo masculino               | O     | ¼     |       |       | ½     | F     |
| Peso ligeiro masculino            | ¼     |       |       | ½     |       | F     |
| Peso meio-médio-ligeiro masculino |       |       | ¼     |       | ½     | F     |
| Peso meio-médio masculino         |       | ¼     |       |       | ½     | F     |
| Peso médio masculino              |       |       | ¼     |       | ½     | F     |
| Peso meio-pesado masculino        |       |       | ¼     |       | ½     | F     |
| Peso pesado masculino             | ¼     |       |       | ½     |       | F     |
| Peso superpesado masculino        | ¼     |       |       | ½     |       | F     |
|                                   |       |       |       |       |       |       |
| Peso mosca feminino               |       | ¼     |       | ½     |       | F     |
| Peso ligeiro feminino             |       | O     | ¼     |       | ½     | F     |
| Peso médio feminino               |       | ¼     |       | ½     |       | F     |

## Medalhistas
Masculino
| Evento                           | Ouro                             | Prata                             | Bronze                                                      |
| -------------------------------- | -------------------------------- | --------------------------------- | ----------------------------------------------------------- |
| Peso mosca-ligeiro detalhes      | Yuberjen Martínez COL Colômbia   | Leandro Blanc ARG Argentina       | Brian Fernández BOL Bolívia Miguel Ramos VEN Venezuela      |
| Peso mosca detalhes              | Rogger Rivera PER Peru           | Ceiber Ávila COL Colômbia         | Ramón Quiroga ARG Argentina Carlos Mujica VEN Venezuela     |
| Peso galo detalhes               | Yoel Finol VEN Venezuela         | Carlos Alanis ARG Argentina       | Keevin Allicock GUY Guiana Jean Carlos Caicedo ECU Equador  |
| Peso ligeiro detalhes            | Wanderson de Oliveira BRA Brasil | Luis Ángel Cabrera VEN Venezuela  | Segundo Padilla ECU Equador Leodan Pezo PER Peru            |
| Peso meio-médio-ligeiro detalhes | John Gutiérrez COL Colômbia      | Miguel Ferrín ECU Equador         | Ricardo Tamay PER Peru Colin Lewis GUY Guiana               |
| Peso meio-médio detalhes         | Gabriel Maestre VEN Venezuela    | Luiz Fernando da Silva BRA Brasil | José Gabriel Rodríguez ECU Equador Eduardo Zuleta CHI Chile |
| Peso médio detalhes              | Jorge Vivas COL Colômbia         | Diego Pereira VEN Venezuela       | Bryan Angulo ECU Equador Hebert Conceição BRA Brasil        |
| Peso meio-pesado detalhes        | Nalek Korbaj VEN Venezuela       | Diego Motoa COL Colômbia          | Cleverton Melo BRA Brasil Carlos Peralta BOL Bolívia        |
| Peso pesado detalhes             | Deivi Julio COL Colômbia         | Julio Castillo ECU Equador        | Juan Díaz VEN Venezuela Rodrigo Carvajal BOL Bolívia        |
| Peso superpesado detalhes        | Cristian Salcedo COL Colômbia    | Ever Quisbert BOL Bolívia         | José María Lucar PER Peru Miguel Veliz CHI Chile            |

Feminino
| Evento                | Ouro                         | Prata                        | Bronze                                                         |
| --------------------- | ---------------------------- | ---------------------------- | -------------------------------------------------------------- |
| Peso mosca detalhes   | Ingrit Valencia COL Colômbia | Tayonys Cedeño VEN Venezuela | Lucy Valdivia PER Peru Graziele de Sousa BRA Brasil            |
| Peso ligeiro detalhes | Beatriz Ferreira BRA Brasil  | Yeni Arias COL Colômbia      | María José Palacios ECU Equador María Teresa Durán BOL Bolívia |
| Peso médio detalhes   | Atheyna Bylon PAN Panamá     | Jessica Caicedo COL Colômbia | Erika Pachito ECU Equador Francelis Carmona VEN Venezuela      |

## Quadro de medalhas
| Ordem | País          | Medalha de ouro | Medalha de prata | Medalha de bronze | Total | Ordem por total |
| ----- | ------------- | --------------- | ---------------- | ----------------- | ----- | --------------- |
| 1     | COL Colômbia  | 6               | 4                |                   | 10    | 1               |
| 2     | VEN Venezuela | 3               | 3                | 4                 | 10    | 1               |
| 3     | BRA Brasil    | 2               | 1                | 3                 | 6     | 4               |
| 4     | PER Peru      | 1               |                  | 4                 | 5     | 5               |
| 5     | PAN Panamá    | 1               |                  |                   | 1     | 10              |
| 6     | ECU Equador   |                 | 2                | 6                 | 8     | 3               |
| 7     | ARG Argentina |                 | 2                | 1                 | 3     | 7               |
| 8     | BOL Bolívia   |                 | 1                | 4                 | 5     | 5               |
| 9     | CHI Chile     |                 |                  | 2                 | 2     | 8               |
|       | GUY Guiana    |                 |                  | 2                 | 2     | 8               |
| TOTAL | TOTAL         | 13              | 13               | 26                | 52    | —               |